# Lijst van voetbalinterlands Gabon - Niger
Deze lijst van voetbalinterlands is een overzicht van alle officiële voetbalwedstrijden tussen de nationale teams van Gabon en Niger. De landen speelden tot op heden negen keer tegen elkaar. De eerste ontmoeting was een kwalificatiewedstrijd voor de Afrika Cup 1994 op 30 augustus 1992 in Niamey. Het laatste duel, een vriendschappelijke wedstrijd, werd gespeeld in Casablanca (Marokko) op 6 juni 2025.

## Wedstrijden
| № | Plaats      | Datum            | Competitie                   | Wedstrijd     | Uitslag |
| - | ----------- | ---------------- | ---------------------------- | ------------- | ------- |
| 1 | Niamey      | 30 augustus 1992 | Afrika Cup 1994 kwalificatie | Niger − Gabon | 1 − 3   |
| 2 | Libreville  | 11 juli 1993     | Afrika Cup 1994 kwalificatie | Gabon − Niger | 3 − 0   |
| 3 | Nice        | 6 september 2011 | Vriendschappelijk            | Gabon − Niger | 1 − 0   |
| 4 | Libreville  | 23 januari 2012  | Afrika Cup 2012              | Gabon − Niger | 2 − 0   |
| 5 | Niamey      | 3 juni 2012      | WK 2014 kwalificatie         | Niger − Gabon | 3 − 0   |
| 6 | Franceville | 15 juni 2013     | WK 2014 kwalificatie         | Gabon − Niger | 4 − 1   |
| 7 | Niamey      | 6 juni 2015      | Vriendschappelijk            | Niger − Gabon | 2 − 1   |
| 8 | Antalya     | 20 november 2022 | Vriendschappelijk            | Niger − Gabon | 1 − 3   |
| 9 | Casablanca  | 6 juni 2025      | Vriendschappelijk            | Niger − Gabon | 4 − 3   |

## Samenvatting
| Competitie              | Totaal gespeeld | Winst Gabon | Gelijk | Winst Niger | Doelsaldo Gabon – Niger |
| ----------------------- | --------------- | ----------- | ------ | ----------- | ----------------------- |
| WK-kwalificatie         | 2               | 1           | 0      | 1           | 4 − 4                   |
| Afrika Cup              | 1               | 1           | 0      | 0           | 2 − 0                   |
| Afrika Cup-kwalificatie | 2               | 2           | 0      | 0           | 6 − 1                   |
| Vriendschappelijk       | 4               | 2           | 0      | 2           | 8 − 7                   |
| Totaal                  | 9               | 6           | 0      | 3           | 20 − 12                 |

FGF · A-internationals · Selecties · Bondscoaches · Olympisch elftal · Gabonees vrouwenelftal
1960 – 1969 ·
1970 – 1979 ·
1980 – 1989 ·
1990 – 1999 ·
2000 – 2009 ·
2010 – 2019 ·
2020 − 2029
1960 · 
1961 · 
1962 · 
1963 · 
1964 ·
1965 · 
1966 · 
1967 · 
1968 ·
1969 · 
1970 · 
1971 · 
1972 · 
1973 ·
1974 ·
1975 ·
1976 · 
1977 · 
1978 · 
1979 · 
1980 · 
1981 · 
1982 · 
1983 · 
1984 · 
1985 · 
1986 · 
1987 · 
1988 · 
1989 · 
1990 · 
1991 · 
1992 · 
1993 · 
1994 · 
1995 · 
1996 · 
1997 · 
1998 · 
1999 · 
2000 · 
2001 · 
2002 · 
2003 · 
2004 · 
2005 · 
2006 · 
2007 · 
2008 · 
2009 · 
2010 · 
2011 · 
2012 · 
2013 · 
2014 ·
2015 ·
2016 ·
2017 ·
2018 ·
2019 ·
2020 ·
2021 ·
2022 ·
2023
Algerije ·
Andorra ·
Angola ·
België ·
Benin ·
Botswana ·
Brazilië ·
Burkina Faso ·
Burundi ·
Centraal-Afrikaanse Republiek ·
Comoren ·
Congo-Brazzaville ·
Congo-Kinshasa ·
Egypte ·
Equatoriaal-Guinea ·
Gambia ·
Ghana ·
Guinee ·
Guinee-Bissau ·
Ivoorkust ·
Kaapverdië ·
Kameroen ·
Kenia ·
Lesotho ·
Libanon ·
Liberia ·
Libië ·
Madagaskar ·
Malawi ·
Mali ·
Malta ·
Marokko ·
Mauritanië ·
Mauritius ·
Mozambique ·
Namibië ·
Niger ·
Nigeria ·
Oeganda ·
Oman ·
Portugal ·
Rwanda ·
Sao Tomé en Principe ·
Saoedi-Arabië ·
Senegal ·
Seychellen ·
Sierra Leone ·
Soedan ·
Swaziland ·
Tanzania ·
Thailand ·
Togo ·
Tsjaad ·
Tunesië ·
Verenigde Arabische Emiraten ·
Wit-Rusland ·
Zambia ·
Zimbabwe ·
Zuid-Afrika ·
Zuid-Soedan
FNF · Nigerees vrouwenelftal
Interlands
Tegenstander:
Algerije ·
Angola ·
Benin ·
Botswana ·
Burkina Faso ·
Burundi ·
Congo-Brazzaville ·
Congo-Kinshasa ·
Djibouti ·
Egypte ·
Equatoriaal-Guinea ·
Ethiopië ·
Gabon ·
Gambia ·
Ghana ·
Guinee ·
Ivoorkust ·
Kaapverdië ·
Kameroen ·
Lesotho ·
Liberia ·
Libië ·
Madagaskar ·
Mali ·
Marokko ·
Mauritanië ·
Mozambique ·
Namibië ·
Nigeria ·
Oeganda ·
Oekraïne ·
Senegal ·
Sierra Leone ·
Soedan ·
Somalië ·
Swaziland ·
Tanzania ·
Togo ·
Tsjaad ·
Tunesië ·
Zambia ·
Zuid-Afrika